# Гавриловське (Сусанінський район)
Гавриловське (рос. Гавриловское) — присілок в Сусанінському районі Костромської області Російської Федерації.
Населення становить 2 особи. Входить до складу муніципального утворення селище Сусаніно.

## Історія
Від 1928 року належить до Сусанінського району (спочатку називався Молвітінський), що у 1928-1929 роках перебував у складі Костромської губернії, у 1929-1936 роках Івановської промислової області, у 1936-1944 роках — Ярославської області. Від 1944 року населений пункт у складі Сусанінського району відійшов до новоутвореної Костромської області.
Від 2007 року входить до складу муніципального утворення селище Сусаніно.

## Населення
| 2008 | 2010 | 2014 | 2016 | 2017 | 2018 | 2019 |
| ---- | ---- | ---- | ---- | ---- | ---- | ---- |
| 6    | ↘0   | ↗3   | ↘1   | →1   | →1   | →1   |
| 2020 |      |      |      |      |      |      |
| ↗2   |      |      |      |      |      |      |